# Pseudophalangodes
Pseudophalangodes is een geslacht van hooiwagens uit de familie Gonyleptidae.
De wetenschappelijke naam Pseudophalangodes is voor het eerst geldig gepubliceerd door Roewer in 1912. 

## Soorten
Pseudophalangodes is monotypisch en omvat slechts de volgende soort:
- Pseudophalangodes unicolor